# II. György Frigyes Ágost moszkitó király
II. György Frigyes Ágost (1833–1865) a Moszkitó Királyság uralkodója volt 1842 és 1865 között. Uralkodása alatt az ország a nemzetközi versengés színterévé vált földrajzi helyzete miatt.

## Fiatalkora
Róbert Károly Frigyes legidősebb fiaként született 1833 körül. 1840-ben apja létrehozott egy rendeletet, amely szerint egy tanács fogja vezetni az országot, egészen fia nagykorúvá válásáig. A rendelet emellett különleges jogkörökkel ruházta fel MacDonald tábornokot, aki így biztosítani tudta a törvények betartását és a hivatalos anglikán vallás szabad gyakorlását, amely 1840 óta az ország hivatalos vallása volt.

## Uralkodása
Apja halálakor György csak 9 éves volt, a régenstanács vezetését az előre megbízott személyek vezették. Habár a törvényt hivatalosan elfogadták, Nagy-Britannia mégis elutasította a tanács működését különböző okokra hivatkozva. A brit kormány 1843 május 4-én egy másik régenstanácsot állított fel Wellington, Johnson és Lowrey tábornokok vezetésével. A csupán 12 éves ifjút a hagyományt követve Belize-ben koronázták meg 1845 május 7-én. Egy év múlva a király feloszlatta a régenstanácsokat és egy teljesen újat nevezett ki, tagjai főként bluefieldsi kreolok, és indiánok voltak akik a fővárosban üléseztek.
A tanács a király nevében több törvényt is elfogadott, többek között egy helyi vezetésű fegyveres csoportot, valamint megszüntették a letelepedési törvényt betarthatatlansága miatt. Az "indián törvények és vámok" rendelkezés is hatályát vesztette, mivel nem lehetett kordában tartani a tömeges fakivágásokat.
György támogatta Nagy-Britanniát, és engedélyezte a brit ellenőrök tevékenységét a királyságon belül, politikai és kapcsolattartási szövetség lévén. Támogatásával 1844-ben a britek újra megalapították a protektortust azzal a céllal, hogy stratégiai érdekeltségüket kiterjesszék Közép-Amerikára. Ezeknek a döntéseknek nyomán a királyság központját Bluefields-be helyezték. 1848-ban megszerezték Nicaraguától San Juan del Norte-t, ahol szoros együttműködést alakítottak ki a Brit Királyi Haditengerészettel. A város elfoglalásával Nagy-Britannia és a Moszkitó Királyság egy stratégiailag fontos pontot szereztek meg, amely lehetőséget adott az Atlanti- és a Csendes-óceán összekötésére.
A déli irányú expanzióval sikerült magukra haragítani Nicaraguát, Hondurast, valamint az Egyesült Államokat, akik a brit befolyás csökkentéséért küzdöttek a régióban. 1850 és 1854 között több brit-amerikai összetűzés következett be a megszállt városban, aminek következtében Nagy-Britannia visszavonulót fúj és aláírta a Managuai Szerződést. A feltételek szerint Nagy-Britanniának el kellett ismernie Nicaragua fennhatóságát a Moszkitó-parton, akik autonóm kormányt nyertek, valamint a király maradhatott az ország vezetője. A szerződés keretében Györgynek le kellett mondania királyi címéről, de ezt sikerült elhalasztania. Emellett az ország(rész) hivatalos elnevezése Moszkitó Rezervátum (spanyolul:Reserva Mosquita) lett.
A nemzetközi szerződés jelentőségét tovább erősíti, hogy sem Nicaragua, sem Nagy-Britannia nem gyakorolhatott nyomást, vethetett ki adót vagy annektálhatta a területet. A szerződés következtében nem változott a Moszkitó Királyság és az uralkodó státusza a belügyek intézésében. 1861-ben György, már örökös kormányzóként kezdeményezte a szerződés következtében az alkotmány módosítását. Ezt el is fogadták, alapjait a Managuai szerződésre és az 1846-os törvényekre fektették. Ezzel együtt létrehoztak egy kétkamarás törvényhozó testületet, amelynek tagjait választással jelölték ki (csak írni-olvasni tudó, megfelelő vagyon tulajdonnal rendelkező férfiak vehettek részt). A rendszer lehetővé tette a kreol többségű és a moszkitó indiánok közötti hatalom megosztását.

## Jelleme
Györgyöt gyakran együgyűnek, értelmetlennek jellemezték a brit kormány tagjai és az amerikai írók, például E. G. Squier. Többségük a britek bábjának tekintették és azzal okolták, hogy működésképtelenné tette országa kormányát, mert nem tudott önuralmat gyakorolni.

## Fordítás
Ez a szócikk részben vagy egészben  a   George Augustus Frederic II című angol Wikipédia-szócikk ezen változatának fordításán alapul.  Az eredeti cikk szerkesztőit annak laptörténete sorolja fel. Ez a jelzés csupán a megfogalmazás eredetét és a szerzői jogokat jelzi, nem szolgál a cikkben szereplő információk forrásmegjelöléseként.